# 26119 Duden
26119 Duden (1991 TN7) là một tiểu hành tinh vành đai chính được phát hiện ngày 7 tháng 10 năm 1991 bởi F. Borngen ở Tautenburg.